# Ampelisca melitae
Ampelisca melitae är en kräftdjursart. Ampelisca melitae ingår i släktet Ampelisca och familjen Ampeliscidae. Inga underarter finns listade i Catalogue of Life.